# Pereruela
Pereruela es un municipio y localidad española de la provincia de Zamora, en la comunidad autónoma de Castilla y León.
El municipio pertenece a la histórica comarca de Sayago y está formado por las localidades de Pereruela, Arcillo, La Cernecina, Malillos, Sobradillo de Palomares, Sogo, San Román de los Infantes, La Tuda, Pueblica de Campeán y Las Enillas.
Pereruela cuenta con un reconocido prestigio nacional por su alfarería, hasta el punto de identificar su nombre con las cazuelas, crisoles, hornos de barro refractario y otros cacharros que salen de sus talleres, y que durante el siglo XIX alcanzó cierto renombre internacional al participar en las exposiciones universales de París y Viena de dicho siglo, con obras del alfarero Lucas Porto Carnero. Los barros de la localidad reúnen excelentes cualidades para aguantar las altas temperaturas del fuego.
El municipio es la entrada habitual de los visitantes del parque natural de Arribes del Duero desde la ciudad de Zamora. Su acceso es a través de la carretera CL-527 que une la capital provincial con Fermoselle. El Duero ofrece en este espacio parajes tan interesantes como el Salto del Ladrón, la peña Los Danzadores o la ribera junto a la desembocadura del arroyo. Pero también hay parajes menos conocidos con testimonios de la histórica presencia del hombre, como puede ser los restos del asentamiento tardorromano de Los Castillos, los restos de las minas de casiterita o las aceñas de Pizarro o del Peñón, la Quemada —tanto una como otra se encuentran entre la caída del agua de Almaraz y la del regato de la Escalada— o la aceña Nueva o del Señor Rufino —entre el regato de la Escalada y la peña de los Danzadores—, esta última la más llamativa por su forma de barco y por su estado de conservación, aunque las tres se encuentran en la actualidad medio sumergidas en las aguas del embalse de Villalcampo.

## Geografía
El municipio de Pereruela se encuentra situado al suroeste del municipio de Zamora, dentro de la comarca natural de Sayago. El municipio está formado por las localidades pedáneas de Arcillo, Sogo, Malillos, Las Enillas, Sobradillo de Palomares, La Tuda, La Cernecina, Pueblica de Campeán y San Román de los Infantes, junto con Pereruela. En conjunto ocupa una extensión de 161 km².
Su principal acceso es a través de la carretera CL-527, una de las principales vías de acceso al parque natural de Arribes del Duero, especialmente conocido por los agrestes e inhóspitos parajes de los cañones de los ríos Duero y Tormes, especialmente conocidos como los arribes. 
La localidad de Pereruela dista 15 km de la ciudad de Zamora, algo más de 20 km de Bermillo de Sayago, 47 km de Fermoselle, 50 km de Toro, 53 km de Fuentesaúco y 82 km de Benavente.

### Clima
El municipio no cuenta con estaciones termopluviométricas, por lo que la información existente es de las situadas en sus proximidades y dentro de la provincia de Zamora. La temperatura media de la zona se sitúa en torno a los 13 °C, siendo la media del mes más frío de 4 °C, aunque la media de las mínimas de este mes es inferior a 2 °C. Se caracteriza por un invierno largo, de unos 6 meses, en los que son frecuentes las heladas, superando las 60 al año. El verano es corto, con julio y agosto como los meses más calurosos, y una media de entre los 20.º y 22 °C.
Las precipitaciones se encuentra entre las isoyetas anuales de 500-70 mm, aunque más cerca de los valores inferiores. Las lluvias suelen dar comienzo a principios de otoño y se mantienen con una cierta regularidad hasta junio, siendo más frecuentes en las estaciones de otoño e invierno. De estas precipitaciones, una parte escasa es en forma de nieve, siendo frecuente su presencia durante una media de dos a cuatro días al año.

### Hidrografía
Toda la superficie del término de Pereruela vierte sus aguas de escorrentía hacia el río Duero, que hace límite por el norte con el término municipal de Almaraz de Duero. Los principales arroyos que cruzan la zona son el de La Ribera, que nace en la falda del Teso Santo de Peñausende y el arroyo de la Morana que nace al sur del término de Pereruela y pasa junto al casco urbano. Además cuenta con lagunas y charcas poco profundas, así como ligeras depresiones susceptibles de inundación, que tienen un marcado carácter estacional o sufren intensas fluctuaciones a lo largo del año en el nivel de sus aguas, localizadas en áreas de clima mediterráneo continental.

### Geología
El municipio de Pereruela se encuentra de lleno en la zona integrada por el proceso de metamorfismo derivado del afloramiento granítico del batolito de Sayago que continúa sin interrupción hasta tierras salmantinas. Su superficie muestra una cierta monotonía con la presencia de formaciones graníticas, esquistos micáceos, etc. Desde un punto de vista topográfico, la penillanura sayaguesa se mueve entre unos márgenes de los 750 a 800 metros sobre el nivel del mar, que en este municipio sólo superan los tesos de Traspedespadas con 729 m y de Várate con 797 m. De su término, la zona este y sur situada junto con la Tierra del Vino es de arcilla roja. Se componen principalmente de aluviones terciarios con afloramientos esporádicos de capas de margas y calizas del secundario.
El relieve es bastante suave, aunque cuenta con frecuentes ondulaciones y afloramientos rocosos de granito. El suelo presenta un color pardo o pardo-amarillento, aunque no es frecuente la existencia de suelo al descubierto. También es relativamente frecuente la presencia del color gris por la existencia de rocas de granito con formas peculiarmente redondeadas por la erosión.
En la topografía del territorio abundan los valles estrechos y cortos, que han sido destinados a cultivos de huerta o de praderas. También existen masas boscosas, principalmente de encinas y rebollos cuyo paisaje ha sido ha sido adehesado. El substrato herbáceo predominante es el de las formaciones de cultivo de cereales, con alternancia de barbechos y pastos. De entre los terrenos deforestados también frecuentan los pastizales destinados al aprovechamiento de los rebaños de ovejas.
Destaca la existencia de cercas de piedra que separan las diferentes parcelas, dando al paisaje un aspecto reticulado. El denominador común de la construcción de estas cercas, son losas de pizarra clavadas en la tierra y entre ellas montones de piedras redondeadas de granito, soportadas por lajas de pizarra situadas perpendicularmente a las que están clavadas en el suelo. Por lo general, junto a estas cercas se mantienen ejemplares arbóreos de encinas y rebollos.

## Medio ambiente
El término municipal de Pereruela cuenta con la existencia del monte de utilidad pública N.º 73 – Terrones, perteneciente a la entidad local menor de Sogo. Además existen tres espacios protegidos dentro de la Red Natura 2000, y que se denominan LIC ES4170083 Riberas del Río Duero y Afluentes, LIC ES4190102 Cañones del Duero y ZEPA ES0000206 Cañones del Duero.
Además, Pereruela se encuentra en la Zona III del Plan de Conservación y Gestión del Lobo en Castilla y León, aprobado por Decreto 28/2008, de 3 de abril de la Consejería de Medio Ambiente, que es aquella zona caracterizada por los territorios que presentan una capacidad de acogida de la especie moderada-baja, una disponibilidad de biomasa de presas silvestres muy baja y un riesgo potencial de conflictos con la ganadería extensiva alto. Del mismo modo, Pereruela cuenta con parte de su territorio incluido dentro del ámbito de aplicación del Decreto 83/2006, de 23 de noviembre, por el que se aprueba el Plan de Conservación del Águila Perdicera en Castilla y León, en concreto los terrenos coincidentes con la ZEPA Cañones del Duero. Igualmente, todos los terrenos ubicados al norte de la carretera CL-527 se incluyen en el ámbito de aplicación del Plan de Recuperación de la Cigüeña Negra, aprobado por Decreto 83/1995, de 11 de mayo.

## Historia
En el paraje de Los Hociles se han encontrado testimonios más antiguos de la presencia humana en este territorio. Entre los objetos encontrados, fechados en la Edad de Cobre, se han encontrado fragmentos de cerámica decorada, algunas puntas de flecha de piedra tallada y hachas pulimentadas. También se han encontrado en este lugar y en el paraje de Los Casales varios fragmentos cerámicos que pertenecen a la Edad del Hierro I, todos ellos asociados a la cultura del Soto de Medinilla.
De fechas posteriores son los restos cerámicos encontrados en el propio casco urbano de Pereruela, clasificados como de terra sigillata en sus variedades hispánicas y tardía, junto con otros fragmentos variados, entre los que destaca una pequeña vasija que pudo formar parte de un enterramiento. 
Otros fragmentos cerámicos podrían indicar la continuidad del poblamiento de este territorio desde el Bajo Imperio hasta la Alta Edad Media, cuando la localidad quedó integrada en el Reino de León, habiendo sido repoblado por sus monarcas en el contexto de las repoblaciones llevadas a cabo en Sayago. Las primeras fuentes documentales surgen a partir del siglo XI, mencionando en 1085 a Sobradillo de Palomares y en 1157 a San Román de los Infantes como lugares de repoblación. En 1180 y en 1190 se reseña que Pereruela ya tenía municipio, época en la que probablemente se construyó la iglesia de esta localidad. 
De esta época son las primeras noticias que se tienen sobre la actividad alfarera que tanto renombre ha dado a Pereruela. Es por tanto a partir de la Edad Media cuando se comienza a regular sobre los derechos del barro, tanto del barro blanco como del bermejo. La extracción del barro blanco no debió de dar problemas, no así ocurrió lo mismo con el bermejo, lo que dio lugar a quejas y a la regulación de su extracción. De esta forma el barro rojo o bermejo se dividió en dos categorías, la del cabildo y el de caballería. Los derechos del primero pertenecían al cabildo, mientras que los del segundo pertenecían a las clases pudientes de la época.
La regulación sobre el barro, establecía que se debía de explotar anualmente por cuartos, un año cada uno, aun cuando el alfarero no tuviera tierras en ese cuarto. De esta forma, el uno de mayo se reunían los propietarios en Pereruela y establecía el precio de los arrendamientos. La normativa era taxativa en este asunto, pues si algún alfarero no consumía el barro en el año, tendría que devolverlo y pagar nuevamente por él, de lo contrario podría ser multado. Pagados los arrendamientos, el alfarero podría extraerlo de cualquier parte, siempre que fuera el cuarto en uso de ese año y siempre que rellenara el hueco ocasionado.
A mediados del siglo XVIII los derechos del barro pasaron a manos de la familia Docampo, que junto a la iglesia, eran los propietarios de la mayor parte de las tierras e inmuebles del municipio. La familia Docampo pertenecía a la nobleza y tenían casa solariega, existiendo hoy en día su escudo de armas de un solo cuartel con cinco aguas en el ábside de la iglesia. Sus posesiones eran muy amplias y abarcaban tierras, bienes y demás enseres situados en las actuales provincias de Salamanca y Zamora. El mayorazgo de los Docampo se extinguió a finales del siglo XIX, quedando repartidas sus propiedades entre diversos vecinos y foráneos.
En todo caso, durante la Edad Moderna Pereruela estuvo integrado en el partido de Sayago de la provincia de Zamora, tal y como reflejaba en 1773 Tomás López en Mapa de la Provincia de Zamora.
Pereruela fue cabecera de una de las cuatro cuadrillas en que se dividía el antiguo partido de Sayago dentro de la jurisdicción de la ciudad de Zamora. Cada cuadrilla agrupaba varios pueblos del partido y estaba representada por un cuadrillero.
En 1738, bajo el reinado de Felipe V, el pueblo recompra el terreno del pueblo a la corona. Los lotes excluyeron en principio los terrenos comunales, aunque finalmente acabaron vendiéndose también.
Ya en el siglo XIX, al reestructurarse las provincias y crearse las actuales en 1833, la localidad fue encuadrada en la provincia de Zamora, dentro de la Región Leonesa, integrándose en 1834 en el partido judicial de Bermillo de Sayago, dependencia que se prolongó hasta 1983, cuando fue suprimido el mismo e integrado en el partido judicial de Zamora.

## Demografía
Cuenta con una población de 496 habitantes (INE 2024).
| Gráfica de evolución demográfica de Pereruela entre 1842 y 2021 |
| |
| Población de derecho según los censos de población del INE Población de hecho según los censos de población del INE Entre el censo de 1857 y el anterior crece el término del municipio porque incorpora a Arcillo y San Román de los Infantes Entre el censo de 1970 y el anterior crece el término del municipio porque incorpora a La Tuda. |

## Cultura

### Alfarería

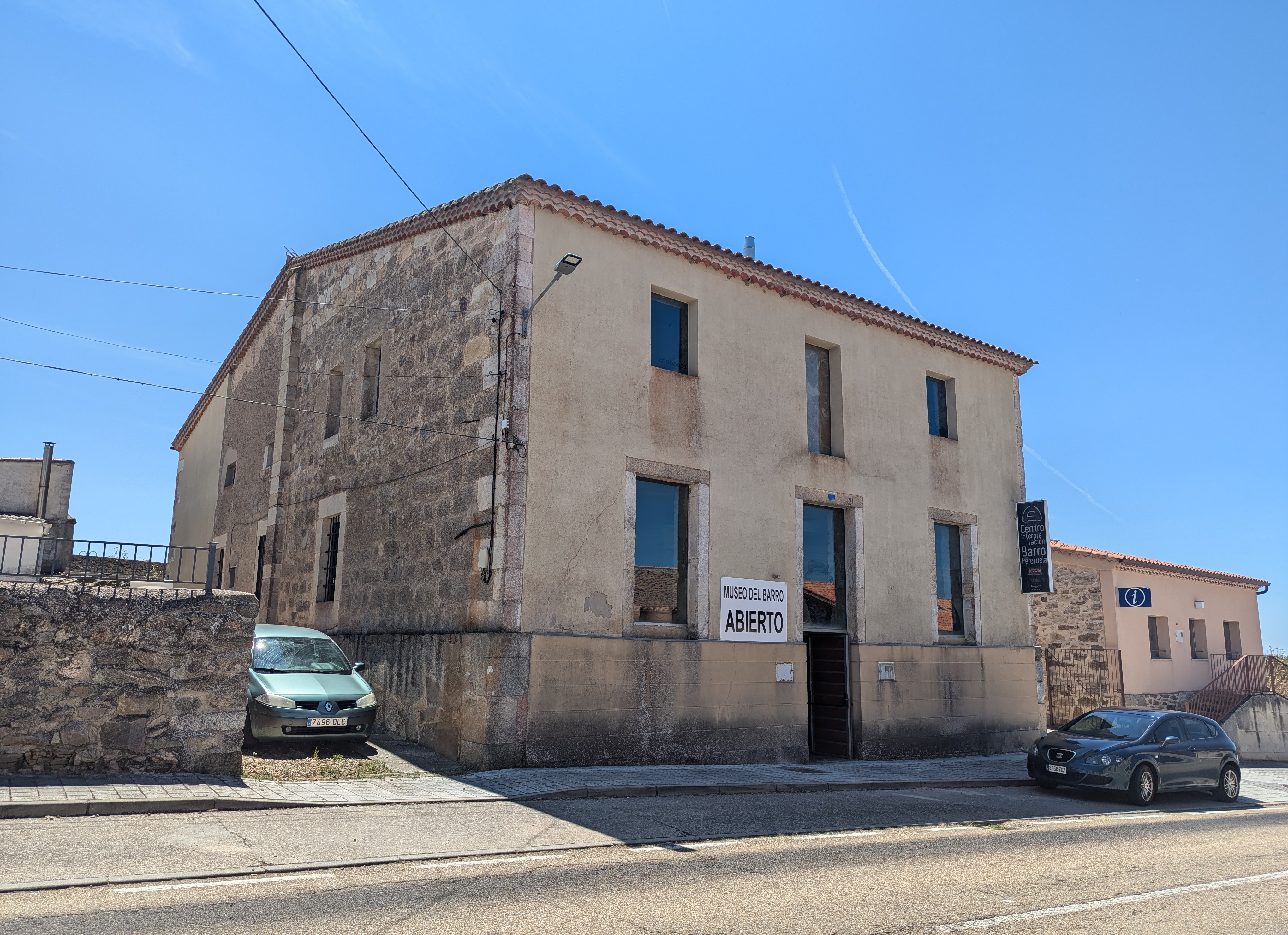
Centro de interpretación del barro

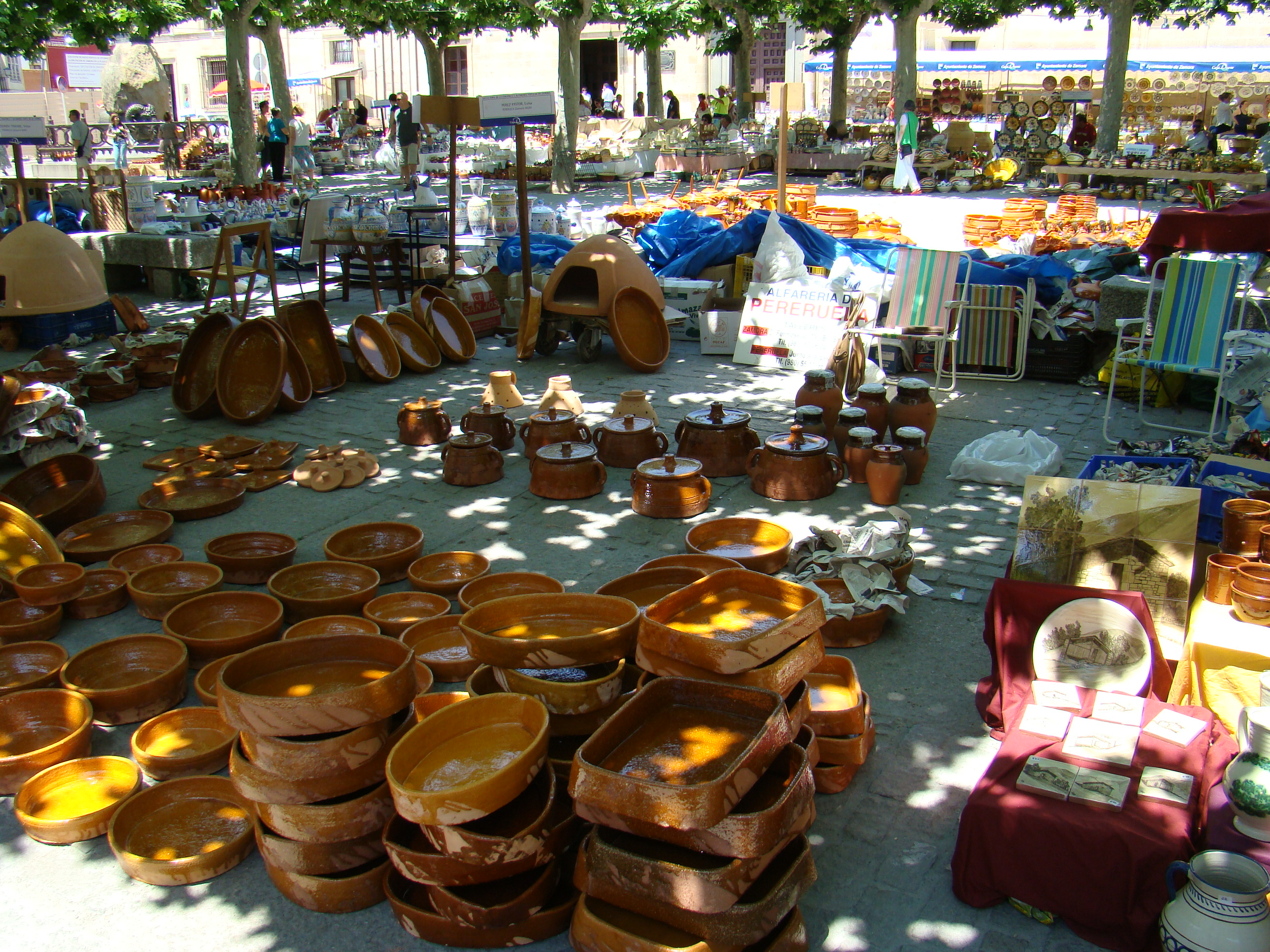
Puesto con cacharros de Pereruela, feria de la cerámica de Zamora 2008

La alfarería de Pereruela, tradicionalmente hecha por mujeres y famosa por sus cazuelas para asados, elaboradas con arcillas de la zona ricas en cuarzo y mica, figura entre las más importantes de la producción provincial, junto con las de Moveros, además de los alfares de Toro, Venialbo, Zamora capital y otros pueblos de las comarcas del Aliste y el Sayago como Carbellino o Cibanal.

### Patrimonio
Calzadas

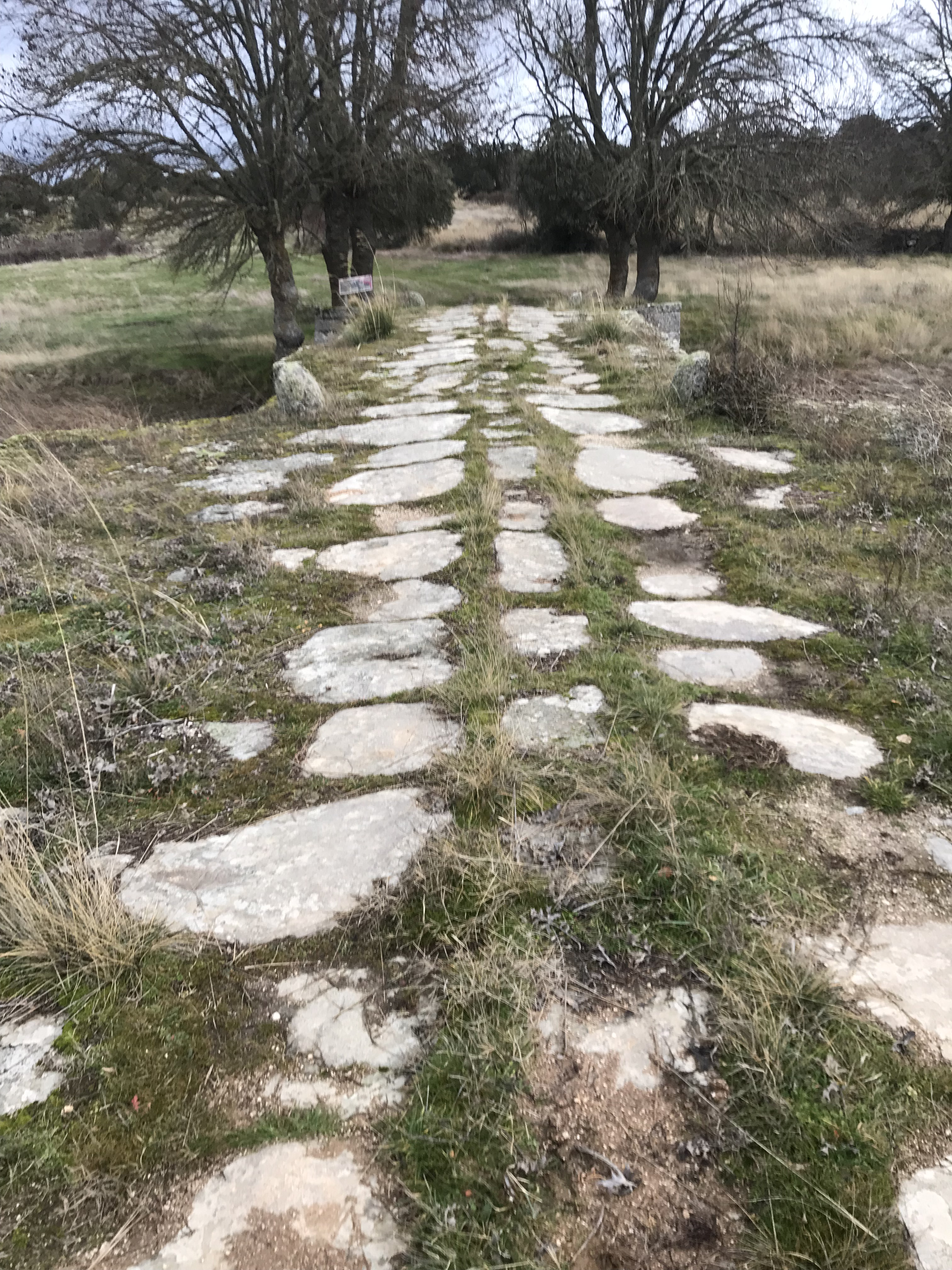
Tramo de la calzada Mirandesa que se ubica junto al puente de Sogo

El municipio de Pereruela cuenta con un notable y rico patrimonio, entre los que destacan su dos calzadas de posible origen romano. Estas son las calzadas de Fermoselle y de Miranda, de las que la última ha sido recientemente señalizada.
De especial mención, dentro de estas calzadas, son algunos de sus puentes, entre ellos el de Sogo. Tradicionalmente han sido considerados de época romana, aunque modificados por las restauraciones a que se vieron sometidos en la etapa medieval, moderna y contemporánea.
Puentes
- El puente Potato, situado junto a la Pueblica de Campeán, se caracteriza por sus tres arcos de los que dos son gemelos y por su alcantarilla adintelada.
- El puente de Judiez, también situada sobre la ribera de Campeán, aunque aguas abajo del puente Potato. Por el pasa la calzada Mirandesa que unía Zamora y Miranda do Douro. Con una altura de casi cuatro metros, ha sido tradicionalmente considerado como romano. Consta de tres arcos desiguales, el primero es de mayor tamaño y tiene 4 alcantarillas. Actualmente se encuentra muy deteriorado por las continuas riadas.
- El puente de las Urrietas es otro de los puentes. Ha sido recientemente restaurado y colocado a su lado un merendero. Se considera que puede tener su origen en la época de Augusto. Tiene un porte imponente y macizo, formado por tres arcos de los que el mayor es el del centro, y cuenta con cuatro tajamares.
- El puente de la Albañeza también está situada en la calzada. Se encuentra en el término de Arcillo y está formado por tres arcos de forma ojival, y dos aliviaderos en forma de alcantarilla.
- El puente de Sogo se encuentra en la calzada de Pereruela a Fermoselle. Tiene tres arcos, de los que los de los extremos han sido rebajados, y siendo de ellos el central el de mayor tamaño. También es considerado de la época romana, aunque podría haber sido modificado con posterioridad.

Parajes
De entre sus parajes, destacan con especial mención Los Arribes, desde hace algunos años protegidos por la figura de parque natural, siendo en la actualidad denominado parque natural de Arribes del Duero. El Duero ofrece en este espacio parajes tan interesantes como el Salto del Ladrón, la peña Los Danzadores o la ribera junto a la desembocadura del arroyo. Pero también hay parajes menos conocidos con testimonios de la histórica presencia del hombre, como puede ser los restos del asentamiento tardorromano de Los Castillos, los restos de las minas de casiterita o las aceñas de Pizarro o del Peñón, la Quemada —tanto una como otra se encuentran entre la caída del agua de Almaraz y la del regato de la Escalada— o la aceña Nueva o del Señor Rufino —entre el regato de la Escalada y la peña de los Danzadores—, esta última la más llamativa por su forma de barco y por su estado de conservación, aunque las tres se encuentran en la actualidad medio sumergidas en las aguas del embalse de Villalcampo.
De especial singularidad es el denominado Salto de la Vieja. Se encuentra situado en la localidad de Las Enillas y es un cañón rocoso de impresionante belleza visible desde muchos kilómetros a la redonda.
Por el oeste del término corre de sur a norte, en busca del Duero, la Ribera o Ribera de Sobradillo. Nada más entrar en el término de Pereruela, el agua desaparece bajo las rocas en Los Hociles y pasea por la mítica Chimenea del Diablo durante más de 200 m. Allí se encuentra, excavada en la roca, la mítica Sala del Tesoro. En la zona descuella la presencia del denominado puente de Los Hociles, lugar de paso hacia las tierras altas. A lo largo del recorrido de la Ribera se pueden encontrar los restos de seis molinos harineros.
De gran popularidad en la zona son las peñas del Caurterón y La Palla, junto con el teso de Bárate, vinculadas por los lugareños con el héroe sayagués por excelencia, Viriato. Existen otras peñas que por sus formas caprichosas han alimentado la fantasía de los perigüelanos, entre ellas las de peña Redonda, El Viso, la Gorra, Esculca o El Pendón.
Presas
El Porvenir es una central hidroeléctrica situada en el término de San Román de los Infantes. Su salto y la presa, ofrecen magníficas vistas sobre el Duero.
Inmuebles

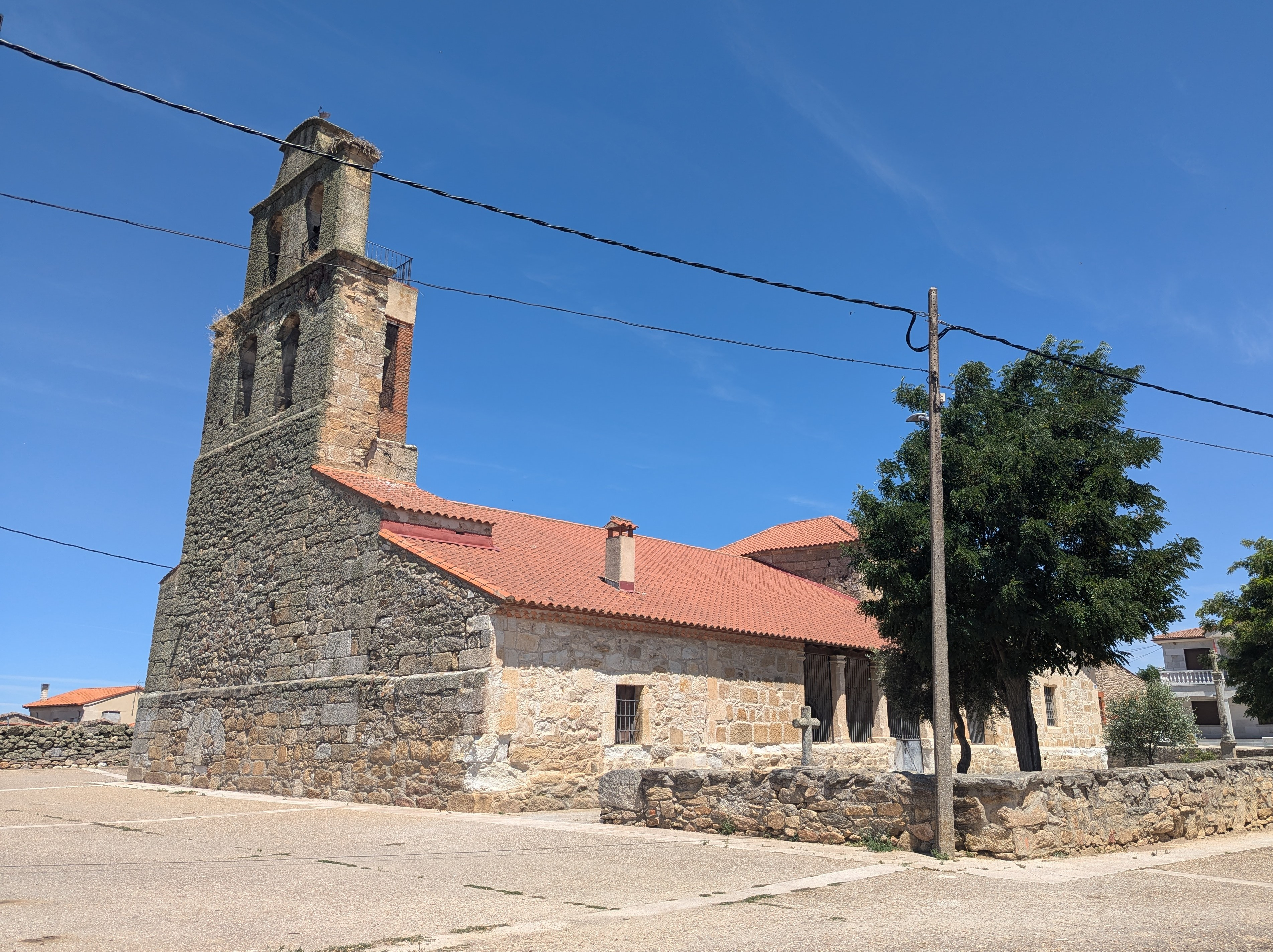
Iglesia de Santa Eufemia

De entre las iglesias del término, destaca la iglesia parroquial de Santa Eufemia. En su nave es fácil distinguir los diversos estilos arquitectónicos románico y gótico que lo conformaron. De su interior destaca el retablo de San Antón (siglo XVI) que en su día formó parte de un primitivo retablo mayor. El retablo mayor es del siglo XVIII y en él destacan los dos medios relieves de La Pasión. En el centro la titular de la parroquia y patrona del pueblo Santa Eufemia, cuya festividad se celebra el 16 de septiembre.
Cada una de las localidades que conforman su término, ha sabido conservar sus construcciones tradicionales, con sus portalones principales, balconadas, ventanas y portones traseros, para carros y animales, tradicionales en todo Sayago, resto de molinos, hornos (casero y de cocer cerámica), palomares, etc.
Descansaderos
El descansadero de las Gallegas también destaca por su fuente hecha sillares y cubierta con grandes lajas.

### Fiestas
Las principales fiestas de Pereruela son San Marcos el 25 de abril, San Isidro el 15 de mayo, Santa Eufemia el 16 de septiembre y el Ofertorio el primer fin de semana de octubre.
De especial mención, son las dos romerías la de San Marcos y la de San Isidro. Ambas son celebradas de la misma manera, con una procesión por el pueblo con sus correspondientes rogativas, para después terminar con la correspondiente comida hermanatoria de vecinos. Se celebran el día 25 de abril y el 15 de mayo respectivamente.